# قربليان
قرْبَليان أو كريفايلنت (بالإسبانية: Crevillent)‏, هي بلدية تقع في مقاطعة لقنت. جنوب شرق إسبانيا. يبلغ عدد سكانها 26,260 نسمة.

## توأمة
لكريفايلنت اتفاقيات توأمة مع كل من:
- Fontenay-le-Comte [الإنجليزية]‏
- Fontenay-le-Fleury [الإنجليزية]‏
- الكويرة

## أعلام
- دومينغو رامون
- كارلوس كيسادا
- خوسيه فرنانديز
- خوانفران
- فيكتور غوميس

## وصلات خارجية
- (بالإسبانية)